# 特內里費空難
特內里費空難（英語：Tenerife Disaster，亦稱加那利空难）是一宗發生於1977年3月27日傍晚的空難。兩架波音747客機在西班牙北非外海自治屬地加那利群岛的洛司羅迪歐機場（西班牙語：Aeropuerto Internacional de Los Rodeos，今「特內里費北部機場」）的跑道上高速相撞爆炸，導致兩機上多達583名的乘客和機組人員死亡。

## 事件起因

### 事件背景
雖然特內里費空難的發生地點位於群島中的特内里费岛，但整件事的起因卻是一宗發生於加那利群島自治區首府、位於大加那利島上拉斯帕尔马斯的炸彈恐怖襲擊。當天當地時間午後1:15，拉斯帕尔马斯国际机场（Aeropuerto Internacional de Las Palmas - Gando，現稱「大加那利機場」）大廳的花店發生爆炸，不過因為機場在該小型炸彈爆炸前，曾收到過警告而進行了疏散，因此僅有8人在事件中受傷，其中一人傷勢較重。爆炸不僅造成機場建築物受損，而在爆炸後一個加那利群島自決獨立運動組織的發言人又從阿尔及利亚去電西班牙航空主管單位，聲明他們就是爆炸事件的主謀，而且機場裡還有另外一枚炸彈。這情況迫使航管與當地警察將機場封閉疏散，並且進行全面搜查，航管單位只好將前往此處的國際班機全部轉降到隔鄰的特內里费島北端之洛司羅迪歐機場。這個機場是一個地區性的小型機場，僅有一條跑道，停機坪容量亦十分有限。轉降而來的班機大量湧入，頓時一片混亂，停機坪和滑行道上都擠滿等待主島機場重新開放的飛機。

### 荷航與泛美航空
- 事故其中一方的荷蘭皇家航空（航空代號KL/KLM，下簡稱荷航）4805號班機（下稱KL4805）是一架波音747 -206B型廣體客機，註册编號PH-BUF，使用普惠JT9D-7W引擎，暱稱「來茵號」（Rijn）。KL4805是一班荷航替荷蘭國際旅行集團（Holland International）所開的包機航班，當天早上9時31分由荷蘭阿姆斯特丹的史基普機場起飛，載著235名旅客飛抵加那利群島。駕駛這架飛機的飛行組員由雅各布·费尔德赫伊曾·范赞滕（50歲）機長率領，他是荷航旗下一位非常有經驗的機師，擁有超過12,000小時的飛行經驗並且長年擔任新進飛行員的訓練官。在經過四小時的飛行後，KL4805班機在當地時間下午1:10降落在洛司羅迪歐機場，並且與許多早已轉降在此處的飛機一樣，擠在由機場主停機坪與主滑行道（7號滑行道）所構成的暫時停機區內，等待拉斯帕爾馬斯機場重新開放。荷蘭皇家航空有一項規定，嚴格限制一次飛行任務中機組人員的執勤時間。如果超時，會遭受嚴厲處分，並需要更換一組機組人員執飛航班。因為這次轉降，4805號班機上的機組人員十分接近時間上限，機長范赞滕因此十分焦躁。為了節省時間，他決定在等待時將飛機加滿油，以便在餘下的航程中不再需要加油。這個決定導致了四個連鎖事件而影響了後續空難：首先是因為加油停靠位置的關係，KL4805擋住了PA1736的去路，使PA1736無法提早離開，只能跟在KL4805後面離場。其次，因為加油時間關係，KL4805錯過大霧消散的空檔，導致只能在大霧視線不良狀況下起飛。第三是因為裝滿油料，增加飛機重量，在碰撞即將發生時無法即時拉起機頭起飛。第四是滿載油料在相撞後引起的大火，增加救援困難。
- 另外一方隸屬於美國泛美航空（Pan Am，航空代號PA/PAA）1736號班機（下稱PA1736）則是在下午1時45分降落在洛司羅迪歐機場。這是一架註册编號N736PA的波音747-121型客機，使用普惠JT9D-7A引擎，暱稱「維克多快帆號」（Clipper Victor），曾於1970年1月22日執行波音747的首個商業航班（紐約-倫敦）[1]，同年8月2日被劫机至古巴，成為第一架遭到劫持的波音747。PA1736由洛杉磯國際機場（LAX/KLAX）起飛後，中途降落約翰·甘迺迪國際機場（JFK/KJFK）加油並更換組員，再飛抵加那利群島。該班機離開洛杉磯時有364名乘客，但在紐約時又有14人上機，PA1736也是包機航班，機上載了很多要到大加那利島搭乘皇家郵輪公司（Royal Cruise Line）所屬豪華郵輪「黃金奧德賽號」（Golden Odyssey）暢遊地中海的退休年齡乘客。泛美航空的機長是擁有21,000飛行時數的維克多·格魯布（Victor Grubbs）（56歲），他雖然曾一度要求地面航管讓他們直接在上空盤旋，以等待拉斯帕爾馬斯機場重新開放而不是轉降後再起飛、降落到目的地，但最終還是接受指示降落在洛司羅迪歐機場，加入地面幾乎塞得滿滿的大小機群中。

## 事件经过

空難現場相對位置與兩班機動線圖，紅色星點為兩機撞擊處。

16時左右，洛司羅迪歐的塔台收到拉斯帕爾馬斯方面的訊息，後者即將重新開放，因此各班機的組員也開始準備再次起飛。但與此同時，大霧逐漸籠罩機場，能見度不斷下降。由於泛美PA1736班機上的乘客原本就沒有下機而是在原地等待，因此當目的地機場重開時，他們理應擁有先起飛離場的優先順位。但是，就在飛機滑行到一半，想要進入通往12號跑道的滑行道時，飛行員發現體積巨大的荷航KL4805擋住他們的去路。在剩餘路寬不足的情況下，泛美航空被迫等待荷航KL4805本已下機等候的乘客重新進行登機手續、上機、準備妥當並離開等候區後，再尾隨升空。
荷航KL4805在16:56時呼叫塔台請求滑行許可，塔台允許。而除了KL4805外，塔台亦准許泛美PA1736離開等候區，跟隨前面的荷航客機在主跑道上滑行，並指示他們在主跑道左边第3个出口处轉彎離開。而此时，泛美班机已经滑行至C1（一号出口）和C2（二号出口）之间，机组人員通过查看机场地图得知C3（三号出口）是一个向左的135°弯位，而这对於波音747大型客机来说，要在如此小型的机场转彎135°是很困难的。通过事后对泛美黑盒的录音分析得知，当时机组人员試圖聯繫塔台，確認是否確實是C3出口，而塔台強調確實是“左邊第三個出口”。機組人員困惑不已，但沒有向塔台詳細報告C3出口的轉彎困難。根據PBS空難節目PBS Nova - The Deadliest Plane Crash中分析，他們認為塔台在第一次發出轉彎路徑指示時，他們已過了C1出口，所以塔台所说的“左边第三个出口”應是再往前數三個的C4（四号出口），加上C4出口與主跑道間的轉向角只有45°，這條路徑顯然比較合理。最終機組人員沒有向塔台報告，自行決定繼續前進至C4出口後再轉彎離開跑道。
另外一方的荷航KL4805在快滑行到30號跑道起點附近的等待區過程中曾和塔台聯絡，當時塔台給予的指令是「好的，請在跑道末端180°迴轉，並且回報準備已就緒，等待航空交通管制许可」（O.K., at the end of the runway make one eighty and report ready for ATC clearance）。
荷航KL4805在抵達30號跑道的起跑點後不久，机长便松开刹车推动油门杆准备起飞，但副机长立即以并未收到塔台的起飞许可为由及时制止，然後向塔台請求起飛。塔台发出一個「起飞后的航线航行许可」（ATC clearance for certain route after take-off），但並沒有發佈起飛许可（ATC clearance for take-off）。荷航機長卻誤以為他們已獲得授權起飛。当荷航开始起飞前的加速时，副機長曾用无线电通知塔台他们正在起飞，當時塔台人員沒聽清楚副機長濃厚的荷蘭口音英文到底是說「我們在起飛點」（We are at take off）還是「我們正在起飛」（We are taking off），因此回答「好的，待命起飛，我們會通知你！」（OK .... Standby for takeoff .... We will call you!）卻不料無線電的後半段正好被泛美機長回報「我們還在跑道上滑行！」（We are still taxiing down the runway!）的訊號所干擾，結果荷航機組人員只聽到塔台說的「OK」，卻沒聽到後半段的對話。雖然荷航的飛航工程師曾質疑過這是否表示塔台已授權起飛，但機長知道如果再不起飛，必將超過執勤時限，且早已因好幾個小時的延誤而弄得非常焦躁，便武斷作出肯定答覆。當時機場非常大霧，能見度只有300米，無論是機場塔台還是泛美與荷航的飛行員，三方之間都無法透過肉眼看見對方的動態，再加上該機場的跑道中央燈故障，又缺乏地面雷达顯示飛機位置，荷航机组人員并不知道泛美正迎面在跑道上滑行，因而強行加油起飞。

以鳥瞰角度模擬的撞擊現場，可以看出撞擊前一刻泛美客機往跑道旁的草坪閃避。

17:03分，泛美機長最後一次與塔台回報他們正在跑道上滑行後不久，在他们经过三号出口正打算進四號滑行道前往起飛等候區的瞬間，副機長突然注意到跑道遠方有荷航客機的降落燈。起初他們以為那時的荷航正處於靜止狀態等候起飛，但仔細一看卻發現降落燈正在晃動并离他们越来越近，而事實上此刻的荷航KL4805正處在奔馳狀態。此时距碰撞发生只有9秒钟，泛美的副機長大聲呼叫機長將飛機駛離主跑道，機長也立刻全速推進讓飛機衝進跑道旁的草皮上，但為時已晚。同一時間，荷航的機組仍未發現泛美客機，於是副機長呼叫機長做出起飛動作：「V1」。到了相撞前4秒，荷航機組終於發現在跑道上拚命躲避的泛美客機。

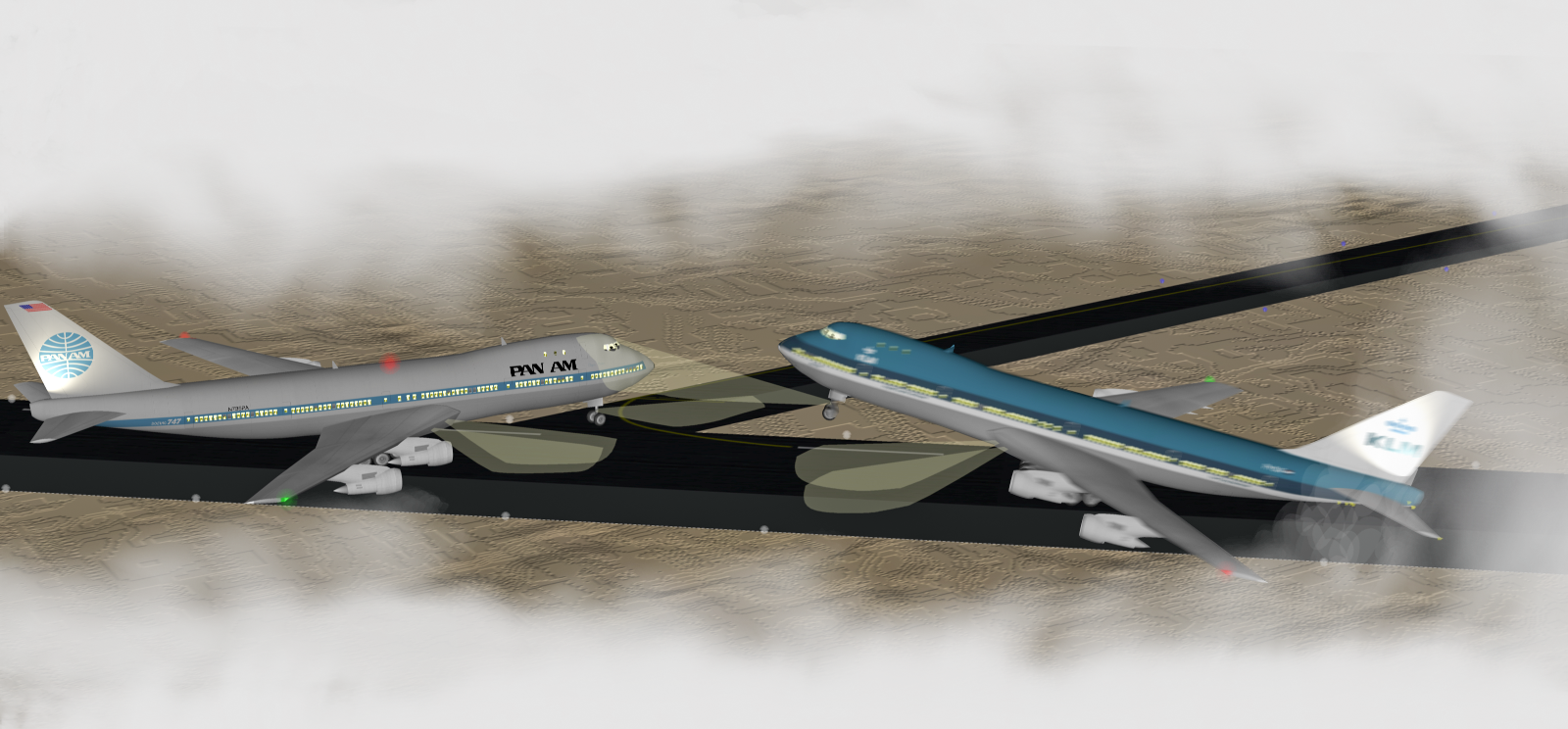
意外發生前一刻的電腦模擬圖像（為了顯示兩架客機，部分大霧已從圖中去除）

荷航機長在見到前方的泛美客機後，很盡力地讓飛機側翻爬升，起飛攻角之大甚至讓機尾在跑道地面上刮出一条20米長的深溝，但因為機身加滿燃油十分沉重，難以提前拉起，無法挽救大局。荷航客機在距離泛美客機約100米以內之處離開地面，雖然鼻輪成功通過泛美客機上方，但引擎、機身下半部與主輪仍舊以約140節（260公里/小時）的速度與泛美客機右上部機身相撞，並撕裂泛美客機中段部分（從機翼上通過），荷航客機的右側引擎則撞擊了泛美客機駕駛艙後的上半部機身。
荷航客機雖仍保持飛行狀態，但由於撞擊的影響，使左側外引擎扯落，大量碎片吸入左側內引擎中，並破壞了機翼。荷航客機隨即失速、激烈翻滾，並且於撞擊位置約150米處墜落地面，然後沿跑道滑行約300米後停止。因為荷航客機的油箱是滿的（由於之前的延誤），故此飛機隨即爆炸，變成一團火球，整架飛機斷成好幾塊。尽管只有左翼與機尾在事件後保留大致的模樣，但也因大火全部焚化。事故发生后，机场塔台的空管人员一度只聽見爆炸聲卻不知發生何故，以為機場遇到炸彈襲擊。直到另一架在机场上方盘旋的班机通知塔台，称他们隐约看到跑道上有火光和浓烟时，空管人员才得知事態严重。同樣由於濃霧，消防人員在發現荷航客機時一度不知道幾百米外就有另一架同樣在燃燒的飛機，直到20分鐘後才過去搶救。由於當時整架荷航客機都困於火海中猛烈燃燒，消防隊難於撲救，加上認為機上有生還者倖存的機會渺茫，因此立即將搶救工作集中在泛美客機身上。最後，這場因兩架客機相撞而引發的大火直至第二天下午才被撲滅。

### 无线电通讯记录
此通讯记录来自事发当日荷航客機黑盒的原始记录和塔台录音。 
| 時間                      | 對話內容（和部分场景解释） |
| ------------------------- | --- |
| 1705：36.7                | 荷航副機長完成飞行前检查表，荷航4805现在跑道尽头，准备离开。 |
| 1705：41.5                | 荷航副机長（艙內）：「等一下，我们还没有起飛许可。」这时候荷航已经准备启动推进油门。 荷航机长（艙內）：「是没有，我知道，去问一下。」                                              |
| 1705：44.6 - 1705：50.8   | 荷航向塔台：「KLM4805已经准备好起飞，正在等待我们的起飛许可。」 |
| 1705：53.4 - 1706：08.1   | 机场塔台向荷航：「KLM4805可以飞往Papa Beacon，上升并保持飞行高度9,000英尺，起飞后右转飞往040方向飞，直到与拉斯帕尔马斯VOR的325径向交差。」                                         |
| 1706：07.4                | 荷航机长（艙內）：「好的。」 |
| 1706：09.6 - 1706：17.8   | 荷航向塔台：「明白，可以飞往Papa Beacon，飞行高度9,000英尺，切入325径向线，我們在起飛點（或是「我們正在起飛」）。」                                                                |
| 1706：11.1                | 荷航鬆開刹车掣。 |
| 1706：12.3                | 荷航机长（艙內）：「准备......检查推力。」 |
| 1706：14.0                | 荷航的驾驶舱出现引擎加速的声音。 |
| 1706：18.1                | 机场塔台向荷航：「好的，请等候起飞，我会通知你们。」（KLM机组聽到前段的「OK...」，而後段刪除線的通信內容未被KLM机组听到，因而誤會塔台允許起飛）                                    |
| 1706：19.3                | 泛美机长向塔台：「不......嗯。」 |
| 1706：19.39 - 1706：23.19 | （泛美班机和机场塔台同時發話，令荷航班机无线电内产生高频噪音，三方都未意識到有重要通信漏掉）                                                                                       |
| 1706：20.3                | 泛美副机长向塔台：「我们还在跑道上滑行，PA1736。」（刪除線这段話與塔台之發話衝突，KLM机组只聽到高频噪音，塔台亦因發話中不知道通信被干擾）                                          |
| 1706：25.6                | 机场塔台向泛美：「明白，PA1736，请在离开主跑道后通知我。」 |
| 1706：29.6 - 1706：31.7   | 泛美副机长：「好的，我们会在完成后通知你。」 机场塔台：「谢谢。」 |
| 1706：29.6                | 泛美机长（艙內）：「我们快点离开这个鬼地方。」 泛美副机长（艙內）：「好。他很焦急，对吧？」 泛美飞行工程师（艙內）：「是啊。让我们等了半个多小时，那个[脏话]，现在他又在赶时间。」 |
| 1706：32.43               | 荷航工程师（艙內）：「他还没有留空跑道嗎？」（荷蘭語：Is hij er niet af dan?） |
| 1706：34.1                | 荷航机长（艙內）：「你说什么？」（荷蘭語：Wat zeg je？） |
| 1706：34.15               | 荷航-？：「是的。」 |
| 1706：34.7                | 荷航工程师（艙內）：「他还没有留空跑道嗎，那架泛美航班？」（荷蘭語：Is hij er niet af, die Pan American?） |
| 1706：35.7                | 荷航机长（艙內）：「喔！是的！（那架泛美已留空跑道了！）」（高喊） |
| 1706：40.5                | 泛美机长看到了约700米处荷航航班的降落灯 泛美机长（艙內）：「該死的，那個[髒話](KLM4805)直接朝我們衝過來了！」 泛美飞行工程师（艙內）：「离开！离开！快点离开！」                   |
| 1706：43.5                | 荷航副机长（艙內）：V1 |
| 1706：44.0                | 荷航班机开始拉高攻角 |
| 1706：47.44               | 荷航機長終於在濃霧中看見躲避中的泛美客機 荷航机长（艙內）：「天啊！」 |
| 1706：50                  | 泛美航班记录到碰撞声响 |

## 傷亡統計
在這件慘劇中，兩架飛機相撞造成583人死亡，以當時史無前例的慘重程度而登上民航史上第一名的位置。縱使1985年8月12日發生的日本航空123號班機空難—520人的死亡人數打破了單一一架飛機上的死亡人數紀錄，但在總受害人數上仍未超過特內里費空難。2001年9月11日發生的911事件中，共有2,753人在纽约世界贸易中心的事故現場死亡，是史上因為飛機引發的災難中死傷人數最慘重者，但該事件中有2,606人是大樓中的地面受害者，因搭乘美國航空11號班機與聯合航空175號班機而喪生的乘客與機組人員，實際上為147人。
- KL4805班機：事故當時該班機上共有234名乘客與14名機組員，其中大部分的乘客是荷蘭人，另有2名澳洲人，4名德國人，與2名美國人，在事件中機上無人生還（除機上原有一名乘客因住在特內里費島，趁飛機讓旅客下機休息時脫團而逃過一劫外[3]）。
- PA1736班機：在事故發生時，該班機上共有382名乘客與14名機組員，其中326個乘客與9個組員死亡，大部分都是死於滿載油料的飛機爆炸後的大火。但位在該機機首與機尾部分仍然有不少倖存者，包括泛美的機長、副机长以及飞航工程师，共56名乘客與5名組員生還。

## 事故调查
西班牙民用航空意外及事故調查委員會（CIAIAC）負責調查空難原因。来自西班牙、荷兰、美国的调查员及兩家航空公司的代表合共约70人也参加了调查过程。
委員會的调查報告指出，荷航机组“对通讯内容的错误解读”是造成灾难的根本原因。事后对黑匣子的通话记录分析表明，機長誤信客機已得到机场塔台的授权起飞，航空管制員則認為客機會在跑道末端等候起飛。
其他導致意外的主要原因包括：
- 天氣問題，大霧影響視線，航空管制員及兩架客機的駕駛員三方不能互相目視。
- 无线电通讯问题，如果多於二人同时通话，會发生嚴重的干擾。

以下的因素也導致意外，但不是關鍵所在：
- 機組人員及航空管制員都使用了不标准的用词，如荷航表示「We're at take off」，管制員回答「OK」。
- 機場泊滿了大量改道的客機，影響滑行道的正常運作。
- 泛美航空客機不遵從航空管制員的指示，由C3出口離開跑道。

不過，荷蘭政府不接受調查報告中，只指責荷航機長須為事件負責。荷蘭民航局另行發表回應，他們同意客機「過早」起飛，原因是機長及航空管制員的「相互誤解」和無線電通訊設備的不足。
荷蘭在回應中也指出：
- 擠擁的機場令人承受更大的壓力，包括對所有的航空管制員和飛機駕駛員。
- 通话记录分析中顯示，西班牙籍航空管制員正在收聽足球比賽的電台節目，可能分散了他的注意力。
- 航空管制員以合糊的語句發出指示，令荷航機組人員誤會獲得授权起飛。泛美航空駕駛員曾回答「不要！甚麽？」及「我們還在跑道上滑行，PA1736」，反映了駕駛員認為航空管制員的用詞合糊。（由於多人同時通話導致訊號干擾，航空管制員和荷航駕駛員都聽不到這個重要訊息。）
- 泛美航空客機滑行至超越C3出口。如果泛美航空跟從指示，意外就不會發生。

## 事後
由於缺乏適當的設備又容易起大霧，發生重大空難事件的洛司羅迪歐機場已不經營常態性的國際航線班機的起降業務。加那利空難發生後的隔年11月，所有的國際航線起降就改至特內里費島南部新建的索菲亞王后機場（Aeropuerto Reina Sofía），而原機場則是作為該島與附近其他島嶼間的區域航線使用。但隨著近年旅客數目的增加，機場仍不定期提供來往西班牙本土、歐洲和南美的航班起降。
此次空難被Cineflix製播為《空中浩劫》第十六季第三集「Disaster at Tenerife」。
《重返危機現場》將此空難製播為第一季第十二集「Collision on the Runway」。

## 外部連結
- 結案報告
  - （英文） KLM, B-747, PH-BUF and Pan Am, B-747, N736, collision at Tenerife Airport, Spain, on 27 March 1977（荷蘭航空安全委員會結案報告， （页面存档备份，存于））
  - （西班牙文）A-102/1977 y A-103/1977 Accidente Ocurrido el 27 de Marzo de 1977 a las Aeronaves Boeing 747, Matrícula PH-BUF de K.L.M. y Aeronave Boeing 747, matrícula N736PA de PANAM en el Aeropuerto de los Rodeos, Tenerife (Islas Canarias) （页面存档备份，存于）（西班牙公共事務與運輸部（西班牙语：Ministerio de Fomento）相關報告專頁）
  - （英文） 荷蘭航空安全委員會的相關意見（Project Tenerife「特內里費計畫」網站， （页面存档备份，存于））
- 事故航班PA1736圖片 （页面存档备份，存于）
- 事故航班KL4805圖片 （页面存档备份，存于）